# Дрізд-омелюх
Дрізд-омелюх (Turdus viscivorus) — співочий птах з родини дроздових (Turdidae). В Україні гніздовий, перелітний, зимуючий.

## Морфологічні ознаки
Дрізд-омелюх трохи більший за співочого дрозда. Довжина тіла близько 27 см, маса тіла 110—140 г. У дорослого самця оперення верху сірувато-буре; низ білий, поцяткований великими темно-бурими плямами; покривні пера споду крил білі; махові пера бурі; стернові пера бурі, верхівка кількох крайніх стернових пер біла; дзьоб бурий, основа нижньої щелепи жовтувата; ноги жовтувато-бурі. У молодого птаха на верхній частині голови, спині, покривних перах крил, попереку і надхвісті темні плями і світлі риски. Від співочого дрозда відрізняється більшими розмірами, більшою плямистістю низу тулуба і білим кольором покривних пер споді крил.

## Поширення та чисельність
Поширений на більшій частини Європи та в Азії. Чисельність в Європі дуже велика, оцінена в 4—8,8 млн пар, в Україні — 200—355 тис. пар.

## Місця існування

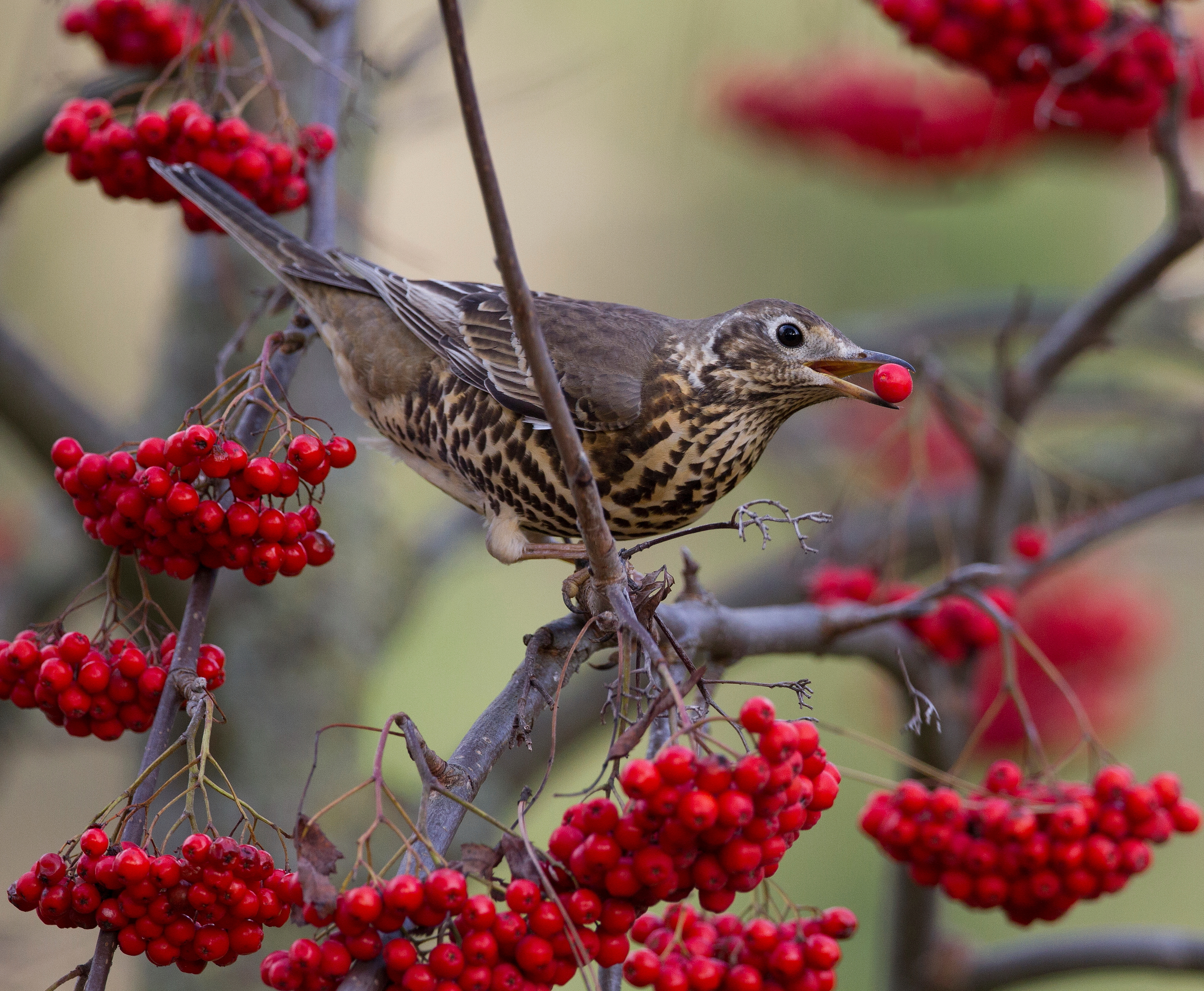
Дрізд-омелюх

Населяє переважно високо стовбурові мішані та хвойні ліси. Характерними місцями існування є світлі соснові бори з наземним покривом з лишайників та брусниці. Як правило, оселяється в місцях, що межують з відкритими ділянками, тобто поблизу галявин, вирубок, на узліссі.

## Гніздування

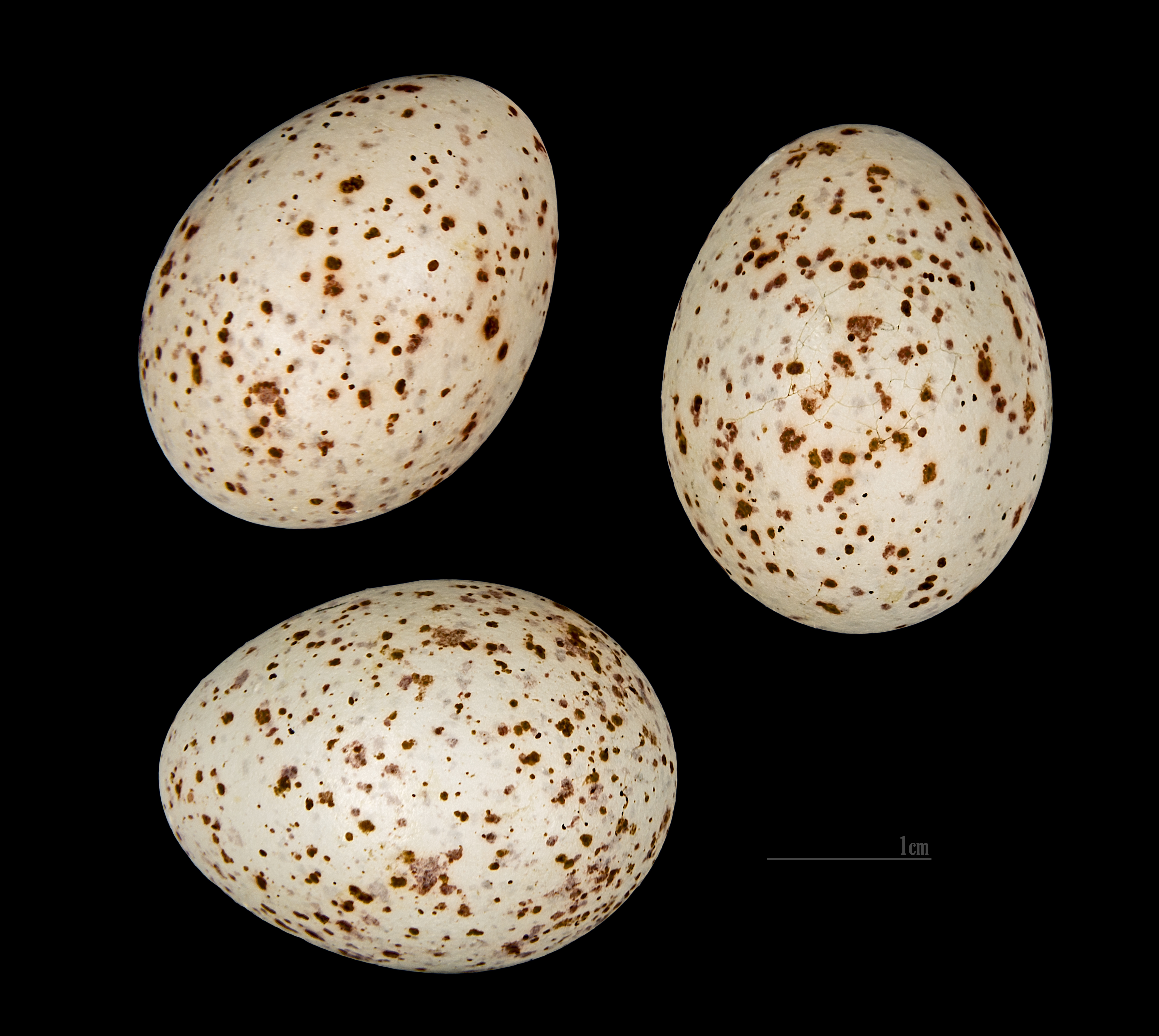
Яйця дрозда-омелюха

Гніздиться окремими парами. Гніздо споруджує на деревах на різній висоті (1—15 м, зазвичай 4—6 м), найчастіше на сосні, ялині, рідше на інших породах дерев (береза). Гніздо розміщує зазвичай в розгалуженні стовбура або товстих гілок. Воно являє собою масивну споруду у вигляді чаші з товстими стінками, зробленими з крупних стебел трав'янистих рослин, гілочок, вкритих великою кількістю лишайника з домішками моху та за розмірами переважає гнізда інших дроздів. Зсередини гніздо дрізд-омелюх скріплює товстим шаром ґрунту та вистилає тонкими стеблами та корінцями трав.
Кладка містить 3—5 яєць, зазвичай 4. Забарвлення варіює, проте помітно відрізняється від яєць інших видів дроздів. Забарвлення фону може варіювати від блакитно-сірого та блакитно-зеленого до вохристо-коричневого кольору. Поверхневі плями доволі рідкісні, бувають темно-коричневі або світло-коричневі. Глибинні плями сіро- та червонувато-фіолетові. До насиджування яєць приступає в останній декаді квітня; свіжі кладки зустрічаються ще протягом першої — другої декад травня. Протягом року гніздиться двічі. Другі кладки бувають у червні. Насиджує тільки самка протягом 13—14 діб.

## Живлення
Дрізд-омелюх живиться ягодами, фруктами, молюсками, комахами та їх личинками. Але більшу частину раціону складають дощові черви, а взимку — плоди омели. У зв'язку з цим дрізд-омелюх сприяє поширенню цієї рослини-паразита.

## Підвиди
- T. v. bonapartei
- T. v. deichleri
- T. v. tauricus
- T. v. viscivorus